# Nicolas Goujon
Pour les articles homonymes, voir Goujon.
Nicolas Goujon est un scénariste français de bande dessinée.

## Biographie
Nicolas Goujon est le premier scénariste des aventures de Line en bande dessinée. Ce personnage dessiné par Françoise Bertier est créé en 1956 pour le magazine Line, hebdomadaire sous-titré « le journal des chic filles » publié par Le Lombard depuis 1955. L’éditeur cherchait alors une héroïne pour incarner leur magazine ; au départ brune et apparaissant dans des histoires enfantines, elle ne dura que quelques numéros. Elle fut reprise en 1958 par Charles Nague (scénario) et André Gaudelette alias André Joy (dessin), qui en firent un personnage plus jeune et blonde, sans davantage de succès. En 1960, c'est Rol qui dessine et écrit une nouvelle Line. En 1962, Line trouve enfin son public sous la plume de Greg et le crayon de Paul Cuvelier qui transforment le personnage en blonde séduisante, vivante, et la font évoluer dans un univers policier. Quand l’hebdomadaire Line disparaît en 1964, la série passe alors dans Tintin où l’héroïne devient plus sensuelle et ses histoires plus consistantes. Elle perdurera jusqu’en 1972.

## Postérité
Création d'un prix à son nom qui distinguera :
- Christian Binet en 1970 ;
- Patrick Cothias en 1973 ;
- Alain Durbec en 1974 ;
- Johnny Bekaert en 1976 ;